# Премія Фріца Цвіккі з астрофізики та космології
Премія Фріца Цвіккі з астрофізики та космології (англ. Fritz Zwicky Prize for Astrophysics and Cosmology) присуджують щодвароки живій людині, яка, на думку журі, «отримала фундаментальні та видатні результати, пов'язані з астрофізикою та/або космологією». Ці результати можуть складати сукупність робіт протягом певного періоду часу або можуть бути одним конкретним результатом. Премія була заснована в 2020 році і її присуджує Європейське астрономічне товариство від імені Фонда Фріца Цвіккі, що знаходиться в Гларусі, Швейцарія.
Одержувачів запрошують виступити з пленарною лекцією на наступній щорічній зустрічі Європейського астрономічного товариства.

## Лауреати
| Рік  | Лауреат              | Лауреат          | Цитування |
| ---- | -------------------- | ---------------- | --- |
| 2020 | Martin Rees !        | Мартін Ріс       | За видатний внесок в астрофізику та космологію, включаючи основоположні статті про активні галактики та чорні діри, походження гамма-спалахів, великомасштабну структуру Всесвіту та космічний мікрохвильовий фон. Ця надзвичайно широка творчість була одночасно далекоглядною та надзвичайно впливовою. |
| 2022 | Ewine van Dishoeck ! | Евіна ван Дісхук | За її новаторську роботу протягом кількох десятиліть у спостережній астрохімії та молекулярній спектроскопії, що розкриває таємниці молекул від міжзоряних хмар до формування зір і планет, а також за лідерство в астрономічній спільноті.                                                               |
| 2024 | Catherine Cesarsky ! | Катрін Сезарскі  | За видатний внесок у розуміння еволюції галактик за допомогою космічних інфрачервоних спостережень і за лідерство у формуванні спостережної інфраструктури сучасної астрономії. |